# Gran Premio de la Comunidad Valenciana de 2017
El Gran Premio de la Comunidad Valenciana de 2017 (oficialmente Gran Premio Motul de la Comunitat Valenciana) fue la decimoctava prueba del Campeonato del Mundo de Motociclismo de 2017. Tuvo lugar en el fin de semana del 10 al 12 de noviembre de 2017 en el Circuito Ricardo Tormo situado en la localidad de Cheste, Comunidad Valenciana, España.
La carrera de MotoGP fue ganada por Dani Pedrosa, seguido de Johann Zarco y Marc Márquez. Miguel Oliveira fue el ganador de la prueba de Moto2, por delante de Franco Morbidelli y Brad Binder. La carrera de Moto3 fue ganada por Jorge Martín, Joan Mir fue segundo y Marcos Ramírez tercero.

## Resultados

### Resultados MotoGP
| Pos.    | N.º | Piloto               | Constructor | Vueltas | Tiempo    | Parrilla | Puntos |
| ------- | --- | -------------------- | ----------- | ------- | --------- | -------- | ------ |
| 1       | 26  | Dani Pedrosa         | Honda       | 30      | 46:08.125 | 5        | 25     |
| 2       | 5   | Johann Zarco         | Yamaha      | 30      | +0.337    | 2        | 20     |
| 3       | 93  | Marc Márquez         | Honda       | 30      | +10.861   | 1        | 16     |
| 4       | 42  | Álex Rins            | Suzuki      | 30      | +13.567   | 10       | 13     |
| 5       | 46  | Valentino Rossi      | Yamaha      | 30      | +13.817   | 7        | 11     |
| 6       | 29  | Andrea Iannone       | Suzuki      | 30      | +14.516   | 3        | 10     |
| 7       | 43  | Jack Miller          | Honda       | 30      | +17.087   | 12       | 9      |
| 8       | 35  | Cal Crutchlow        | Honda       | 30      | +17.230   | 16       | 8      |
| 9       | 51  | Michele Pirro        | Ducati      | 30      | +25.942   | 6        | 7      |
| 10      | 53  | Esteve Rabat         | Honda       | 30      | +27.020   | 14       | 6      |
| 11      | 38  | Bradley Smith        | KTM         | 30      | +30.835   | 17       | 5      |
| 12      | 25  | Maverick Viñales     | Yamaha      | 30      | +35.012   | 13       | 4      |
| 13      | 9   | Danilo Petrucci      | Ducati      | 30      | +38.076   | 15       | 3      |
| 14      | 17  | Karel Abraham        | Ducati      | 30      | +41.988   | 18       | 2      |
| 15      | 8   | Héctor Barberá       | Ducati      | 30      | +47.703   | 20       | 1      |
| 16      | 76  | Loris Baz            | Ducati      | 30      | +47.709   | 23       |        |
| 17      | 60  | Michael van der Mark | Yamaha      | 30      | +52.134   | 25       |        |
| Ret     | 44  | Pol Espargaró        | KTM         | 25      | Caída     | 11       |        |
| Ret     | 4   | Andrea Dovizioso     | Ducati      | 25      | Retirado  | 9        |        |
| Ret     | 99  | Jorge Lorenzo        | Ducati      | 24      | Caída     | 4        |        |
| Ret     | 22  | Sam Lowes            | Aprilia     | 22      | Caída     | 24       |        |
| Ret     | 19  | Álvaro Bautista      | Ducati      | 14      | Caída     | 21       |        |
| Ret     | 45  | Scott Redding        | Ducati      | 4       | Caída     | 22       |        |
| Ret     | 41  | Aleix Espargaró      | Aprilia     | 3       | Caída     | 8        |        |
| Ret     | 36  | Mika Kallio          | KTM         | 2       | Caída     | 19       |        |
| 1.      |     |                      |             |         |           |          |        |
| Fuente: |     |                      |             |         |           |          |        |

### Resultados Moto2
| Pos.    | N.º | Piloto              | Constructor | Vueltas | Tiempo    | Parrilla | Puntos |
| ------- | --- | ------------------- | ----------- | ------- | --------- | -------- | ------ |
| 1       | 44  | Miguel Oliveira     | KTM         | 27      | 43:15.843 | 4        | 25     |
| 2       | 21  | Franco Morbidelli   | Kalex       | 27      | +2.154    | 2        | 20     |
| 3       | 41  | Brad Binder         | KTM         | 27      | +4.181    | 5        | 16     |
| 4       | 42  | Francesco Bagnaia   | Kalex       | 27      | +11.181   | 8        | 13     |
| 5       | 73  | Álex Márquez        | Kalex       | 27      | +12.146   | 1        | 11     |
| 6       | 55  | Hafizh Syahrin      | Kalex       | 27      | +14.595   | 11       | 10     |
| 7       | 30  | Takaaki Nakagami    | Kalex       | 27      | +18.446   | 7        | 9      |
| 8       | 40  | Fabio Quartararo    | Kalex       | 27      | +22.188   | 16       | 8      |
| 9       | 24  | Simone Corsi        | Speed Up    | 27      | +23.592   | 19       | 7      |
| 10      | 77  | Dominique Aegerter  | Suter       | 27      | +23.751   | 6        | 6      |
| 11      | 49  | Axel Pons           | Kalex       | 27      | +27.388   | 12       | 5      |
| 12      | 32  | Isaac Viñales       | Kalex       | 27      | +29.688   | 15       | 4      |
| 13      | 23  | Marcel Schrötter    | Suter       | 27      | +31.442   | 10       | 3      |
| 14      | 37  | Augusto Fernández   | Speed Up    | 27      | +32.933   | 21       | 2      |
| 15      | 7   | Lorenzo Baldassarri | Kalex       | 27      | +33.150   | 31       | 1      |
| 16      | 5   | Andrea Locatelli    | Kalex       | 27      | +34.335   | 25       |        |
| 17      | 51  | Eric Granado        | Kalex       | 27      | +34.731   | 18       |        |
| 18      | 27  | Iker Lecuona        | Kalex       | 27      | +39.828   | 22       |        |
| 19      | 54  | Mattia Pasini       | Kalex       | 27      | +39.940   | 3        |        |
| 20      | 57  | Edgar Pons          | Kalex       | 27      | +42.678   | 28       |        |
| 21      | 2   | Jesko Raffin        | Kalex       | 27      | +43.275   | 20       |        |
| 22      | 87  | Remy Gardner        | Tech 3      | 27      | +51.990   | 24       |        |
| 23      | 10  | Luca Marini         | Kalex       | 27      | +54.931   | 26       |        |
| 24      | 6   | Tarran Mackenzie    | Suter       | 27      | +1:09.494 | 32       |        |
| 25      | 89  | Khairul Idham Pawi  | Kalex       | 27      | +1:10.070 | 29       |        |
| 26      | 45  | Tetsuta Nagashima   | Kalex       | 27      | +1:33.876 | 17       |        |
| Ret     | 97  | Xavi Vierge         | Tech 3      | 16      | Caída     | 9        |        |
| Ret     | 9   | Jorge Navarro       | Kalex       | 11      | Caída     | 23       |        |
| Ret     | 11  | Sandro Cortese      | Suter       | 8       | Caída     | 13       |        |
| Ret     | 19  | Xavier Siméon       | Kalex       | 7       | Retirado  | 30       |        |
| Ret     | 88  | Ricard Cardús       | Kalex       | 6       | Caída     | 14       |        |
| Ret     | 62  | Stefano Manzi       | Kalex       | 2       | Caída     | 27       |        |
| DNS     | 94  | Jake Dixon          | Suter       |         | No corrió |          |        |
| 1.      |     |                     |             |         |           |          |        |
| Fuente: |     |                     |             |         |           |          |        |

### Resultados Moto3
| Pos.    | N.º | Piloto                 | Constructor | Vueltas | Tiempo    | Parrilla | Puntos |
| ------- | --- | ---------------------- | ----------- | ------- | --------- | -------- | ------ |
| 1       | 88  | Jorge Martín           | Honda       | 24      | 40:02.193 | 1        | 25     |
| 2       | 36  | Joan Mir               | Honda       | 24      | +3.760    | 2        | 20     |
| 3       | 42  | Marcos Ramírez         | KTM         | 24      | +3.877    | 8        | 16     |
| 4       | 5   | Romano Fenati          | Honda       | 24      | +3.953    | 13       | 13     |
| 5       | 33  | Enea Bastianini        | Honda       | 24      | +3.999    | 5        | 11     |
| 6       | 58  | Juan Francisco Guevara | KTM         | 24      | +4.940    | 11       | 10     |
| 7       | 10  | Dennis Foggia          | KTM         | 24      | +4.735    | 15       | 9      |
| 8       | 17  | John McPhee            | Honda       | 24      | +5.071    | 22       | 8      |
| 9       | 44  | Arón Canet             | Honda       | 24      | +5.218    | 6        | 7      |
| 10      | 39  | Kazuki Masaki          | Honda       | 24      | +6.462    | 18       | 6      |
| 11      | 24  | Tatsuki Suzuki         | Honda       | 24      | +6.544    | 4        | 5      |
| 12      | 64  | Bo Bendsneyder         | KTM         | 24      | +6.633    | 10       | 4      |
| 13      | 71  | Ayumu Sasaki           | Honda       | 24      | +8.687    | 7        | 3      |
| 14      | 23  | Niccolò Antonelli      | KTM         | 24      | +16.100   | 14       | 2      |
| 15      | 65  | Philipp Öttl           | KTM         | 24      | +16.156   | 16       | 1      |
| 16      | 16  | Andrea Migno           | KTM         | 24      | +16.263   | 24       |        |
| 17      | 7   | Adam Norrodin          | Honda       | 24      | +16.398   | 12       |        |
| 18      | 84  | Jakub Kornfeil         | Peugeot     | 24      | +33.128   | 25       |        |
| 19      | 95  | Jules Danilo           | Honda       | 24      | +33.807   | 21       |        |
| 20      | 48  | Lorenzo Dalla Porta    | Mahindra    | 24      | +34.360   | 19       |        |
| 21      | 41  | Nakarin Atiratphuvapat | Honda       | 24      | +34.629   | 31       |        |
| 22      | 96  | Manuel Pagliani        | Mahindra    | 24      | +34.403   | 23       |        |
| 23      | 75  | Albert Arenas          | Mahindra    | 24      | +34.958   | 17       |        |
| 24      | 27  | Kaito Toba             | Honda       | 24      | +35.730   | 20       |        |
| 25      | 14  | Tony Arbolino          | Honda       | 24      | +39.331   | 29       |        |
| 26      | 6   | María Herrera          | KTM         | 24      | +46.209   | 30       |        |
| 27      | 11  | Livio Loi              | Honda       | 24      | +51.534   | 27       |        |
| 28      | 12  | Marco Bezzecchi        | Mahindra    | 24      | +1:17.109 | 28       |        |
| 29      | 4   | Patrik Pulkkinen       | Peugeot     | 23      | +1 Vuelta | 26       |        |
| Ret     | 21  | Fabio Di Giannantonio  | Honda       | 7       | Retirado  | 9        |        |
| Ret     | 19  | Gabriel Rodrigo        | KTM         | 2       | Caída     | 3        |        |
| DNS     | 40  | Darryn Binder          | KTM         |         | No corrió |          |        |
| DNS     | 8   | Nicolò Bulega          | KTM         |         | No corrió |          |        |
| 1. 2.   |     |                        |             |         |           |          |        |
| Fuente: |     |                        |             |         |           |          |        |